# Brekovo
Brekovo (cyr. Бреково) – wieś w Serbii, w okręgu zlatiborskim, w gminie Arilje. W 2011 roku liczyła 504 mieszkańców.